# Desastres em 1964
Nesta página encontrará referências aos desastres ocorridos durante o ano de 1964.

## Eventos
- Terramoto e crise sísmica-vulcânica na ilha de São Jorge, Açores, que causa grandes estragos no parque habitacional da ilha, particularmente no concelho de Velas e obriga à evacuação de várias localidades como aconteceu com o Toledo.[1]
- A crise sísmica obriga ao abandono temporário do Farol da Ponta dos Rosais inaugurado em 1958. [2]
- 16 de Janeiro – Naufraga frente à Praia do Pópulo, ilha de São Miguel, o "Dori", barco lançado à água em 1943 pela War Shipping administration, na altura com o nome “Edwin L. Drake”, participou no desembarque aliado na Normandia, no 6 de junho de 1944, sendo assim um dos participantes do Dia D.  [3]